# Рюстринген
Рюстринген (на немски: Rüstringen, Rustringen) през Средновековието е фризийско гау, автономна територия, между днешна Фризия и река Везер в Долна Саксония.

## История
Рюстринген е споменат в документ на франките от 787 г., в който са изброени териториите, където Вилехад трябва да мисионира. От старото гау Рюстринген ок. 1200 г. се създава автономна фризийска страна terra Rustringie.
През 1359 г. Едо Вимкен обединява тримата източнофризийски вождове в Рюстринген, Йостринген и Вангерланд. От териториите през 15 век се образува Господство Йевер.